# Paracirrhites
Paracirrhites is een geslacht van straalvinnige vissen uit de familie van koraalklimmers (Cirrhitidae).

## Soorten
- Paracirrhites arcatus (Cuvier, 1829) – Rode koraalklimmer
- Paracirrhites bicolor Randall, 1963
- Paracirrhites forsteri (Schneider, 1801) – Slanke koraalklimmer
- Paracirrhites hemistictus (Günther, 1874)
- Paracirrhites nisus Randall, 1963
- Paracirrhites xanthus Randall, 1963